# Meisenthal
 Meisenthal  es una población y comuna francesa, en la región de Lorena, departamento de Mosela, en el distrito de Sarreguemines y cantón de Bitche.

## Demografía
| 856 | 876 | 812 | 828 | 793 | 766 |
| Para los censos de 1962 a 1999 la población legal corresponde a la población sin duplicidades (Fuente: INSEE [Consultar]) |     |     |     |     |     |